# L’Ailefroide
L’Ailefroide (3954 m n. m.) je hora v Dauphineských Alpách ve Francii. Nachází se ve skupině Massif des Écrins na území obce Vallouise-Pelvoux (departement Hautes-Alpes). Leží nad vesnicí Saint-Antoine asi 22 km západně od města Briançon. Jedná se o třetí nejvyšší vrchol Dauphineských Alp po Barre des Écrins a La Meije.
Horu tvoří krátký hřeben orientovaný zhruba ve směru SV-JZ. V hřebeni se nacházejí tyto vrcholy a sedla (od severovýchodu):
- L’Ailefroide Orientale (3847 m)
- Brèche du Glacier Noir (3780 m)
- Pointe Fourastier (3907 m)
- L’Ailefroide Centrale (3927 m)
- Brèche de Coste Rouge (3921 m)
- L’Ailefroide Occidentale (3954 m)
- Tour Tara (3624 m)

Hora na severovýchodě sousedí s vrcholem Pic du Coup de Sabre (3699 m), který je oddělen sedlem Col du Glacier Noir (3478 m). Na jihozápadě sousedí s vrcholem Pointe des Frères Chamois (3570 m), který je oddělen sedlem Brèche des Frères Chamois (3557 m). Z vrcholu L’Ailefroide Centrale odbočuje severním směrem hřeben, který pokračuje přes vrcholy Pic de la Temple (3389 m) a Pic Coolidge (3775 m) k vrcholu Barre des Écrins (4107 m). Na jihovýchodních svazích hory se rozkládá ledovec Glaciers de l’Ailefroide, na východních Glacier du Coup de Sabre, na severních Glacier Noir a na severozápadních Glacier de Coste Rouge a Glacier Long.
Na vrchol hory vystoupili jako první 7. července 1870 W. A. B. Coolidge, Christian Almer a Ulrich Almer. Dnes lze vrcholu nejsnáze dosáhnout od chaty Refuge do Selé (2511 m). Jedná se o náročnou vysokohorskou túru obtížnosti II dle UIAA (9:00 h v obou směrech).